# Douglas Preston
Douglas Jerome Preston (ur. 26 maja 1956 w Cambridge) – amerykański pisarz, twórca technothrillerów i horrorów, pisanych głównie z Lincolnem Childem.

## Zarys biografii
Douglas Preston jest absolwentem Cambridge School of Weston (Massachusetts), oraz Pomona College w Claremont (Kalifornia). Karierę pisarza zaczął, pracując w Amerykańskim Muzeum Historii Naturalnej w Nowym Jorku. Oprócz jego współpracy z Childem, napisał samodzielnie kilka powieści, a także książki z gatunku literatury faktu, dotyczące m.in. historii południowo-zachodnich stanów USA. Preston pisuje dla czasopism: „Smithsonian”, „The Atlantic Monthly” i „The New Yorker”.

### Życie prywatne
Douglas Preston ma dwóch braci: Davida – lekarza i Richarda, który także jest bestsellerowym pisarzem (powieść, literatura faktu).

## Twórczość
- Dinosaurs In the Attic: An Excursion into the American Museum of Natural History (1986)
- Death Trap Defies Treasure Seekers for Two Centuries (1988)
- Cities of Gold: A Journey Across the American Southwest in Pursuit of Coronado (1992)
- Jennie (1994)
- Talking to the Ground: One Family's Journey on Horseback Across the Sacred Land of the Navajo (1996)
- Testament (2004)
- Kanion Tyranozaura (2005)
- Mistyfikacja (2008)
- Konfrontacja (2010)
- Projekt Kraken (2014)

### Z Lincolnem Childem
Cykl z agentem Pendergastem
- Relikt (The Relic, 1994)
- Relikwiarz (Reliquary, 1997)
- Gabinet osobliwości (The Cabinet of Curiosities, 2002)
- Martwa natura z krukami (Still Life with Crows, 2003)
- Siarka (Brimstone, 2004)
- Taniec śmierci (The Dance of Death, 2005)
- Księga umarłych (The Book of the Dead, 2006)
- Krąg ciemności (The Wheel of Darkness, 2007)
- Kult (Cemetery Dance, 2009)
- Granice szaleństwa (Fever Dream, 2010)
- Bez litości (Cold Vengeance, 2011)
- Dwa groby (Two Graves, 2012)
- Biały ogień (White Fire, 2013)
- Błękitny labirynt (Blue Labyrinth, 2015)
- Karmazynowy brzeg (Crimson Shore, 2015)
- Obsydianowa Komnata (The Obsidian Chamber, 2016)
- Miasto bezkresnej nocy (City of Endless Night, 2018)
- Verses for the Dead, 2018
- Crooked River, 2020
- Bloodless, 2021
- The Cabinet of Dr Leng, 2023

Cykl z Gideonem Crew
- Miecz Gideona (Gideon's Sword, 2011)
- Trup Gideona (Gideon's Corpse, 2012)
- Zaginiona wyspa (The Lost Island, 2015)
- Beyond the Ice Limit (2016)
- The Pharaoh Key, 2018

Inne
- Laboratorium (Mount Dragon, 1996)
- Zabójcza fala (Riptide, 1998)
- Nadciągająca burza (Thunderhead, 1999)
- Granica lodu (The Ice Limit, 2000)

### Z Mariem Spezim[1]
- Potwór z Florencji (2008)